# Броды (Иркутская область)
Бро́ды — село в Куйтунском районе Иркутской области России. Входит в Барлукское муниципальное образование.

## География
Находится на левом берегу речки Яды (левый приток Оки), в 17 км к северо-западу от центра сельского поселения, села Барлук, в 52 км к северу от районного центра, пгт Куйтун.

## Население
| 2002 | 2010 | 2011 | 2012 |
| ---- | ---- | ---- | ---- |
| 174  | ↘113 | ↘112 | ↘107 |

По данным Всероссийской переписи, в 2010 году в селе проживало 113 человек (55 мужчин и 58 женщин).